# Jan de Bisschop

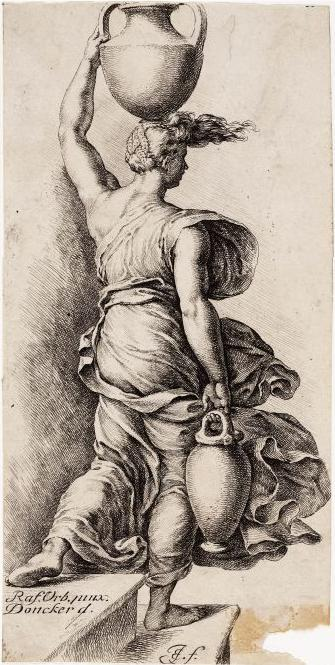
Kobieta z dzbanem, rysunek na podstawie ryciny Pietera Donkera, który kopiował dzieło Rafaela

Jan de Bisschop, też Johannes Episcopius (ur. 1628 w Amsterdamie, zm. 1671 w Hadze) – holenderski prawnik i rysownik amator.

## Życiorys
Bishop był prawnikiem z zawodu, założył praktykę w Hadze około 1652 r., sztuką zajmował się amatorsko. Znany jest przede wszystkim z rysunków, na których uwieczniał znane obrazy i antyczne rzeźby. Jego prace są współcześnie cenione jako dokumenty historyczne, gdyż wiele z nich, to kopie dzieł zaginionych. Artysta tworzył również rysunkowe pejzaże, przedstawiające poznane miejsca oraz będące kopiami dzieł innych artystów. Na uwagę zasługuje technika Bishopa, który tworzył lawowane rysunki posługując się złoto-brązowym tuszem nanoszonym na papier pędzlem lub piórkiem. Ten rodzaj tuszu nazwano później bisschops-inkt.
Jan de Bisschop wydał dwie bogato ilustrowane książki (Signorum Veterum Icones 1668-1669 i Paradigmata Graphices variorum Artificum 1671), które z założenia miały stanowić materiał instruktażowy dla młodych artystów. W 1656 został członkiem założycielem Confrérie Pictura, organizacji malarzy haskich niezadowolonych z działalności gildii św. Łukasza. Z listów Constantijna i Christiana Huygensa wiadomo, że De Bisschop założył prywatną akademię rysunkową ok. 1661 r.
Artysta przyczynił się do spopularyzowania stylu klasycznego w Holandii w XVII w.